# Pomponiusz Letus
Juliusz Pomponiusz Letus znany jako Giulio Pomponio Leto (ur. 1428, zm. 9 czerwca 1498) – włoski humanista, przyjaciel Filippo Buonaccorsiego zwanego Kallimachem, założyciel Accademii Romana.
Pomponiusz Letus był nieślubnym synem przedstawiciela potężnej rodziny neapolitańskiej Sanseverino. W Rzymie uczył się u Lorenzo Valli, a po jego śmierci został profesorem Sapienzy. Był propagatorem antycznej kultury rzymskiej, wraz z przyjaciółmi zebranymi w Accademi Romana. Zamieszany w 1468 w spisek na życie papieża Pawła II, zbiegł do Wenecji, która szybko wydała zbiega w ręce papieża. Został osadzony w zamku św. Anioła, skąd odwołał swoje radykalne poglądy i wkrótce został uwolniony. Papież Sykstus IV ponownie powołał Pomponiusza na uniwersytecką katedrę. Od Fryderyka III dostał pozwolenie na wznowienie działalności akademii.